# Marcella Michelangeli
Marcella Michelangeli (eigentlich Marcela Gherardi; * 28. Januar 1943 in Uscio) ist eine italienische Schauspielerin.

## Leben
Michelangeli wurde 1962 zur „Miss Lido“ und dann zur „Miss Ligurien“ gewählt. Sie besuchte das Liceo di Belle Arti in Genua und war gelegentlich, gefördert durch Dario Fo, am „Piccolo Teatro Duse“ der Stadt zu sehen. Nach ihrer Übersiedlung in die italienische Hauptstadt startete sie eine Karriere als Popsängerin unter dem Namen Marcella Perani und spielte ab 1967 auch in etlichen Filmen. Privat war sie mit dem Fernsehregisseur Adolfo Perani und später dem Schauspieler Lou Castel liiert. Gelegentlich wurde sie auch für Fernsehspiele und Serienfolgen des italienischen Fernsehens engagiert. Ihre Darstellung im 1979 erschienenen Film Immacolata e Concetta, l'altra gelosia über eine lesbische Beziehung löste wie der gesamte Film wegen der Offenheit und Sinnlichkeit der Szenen größere Diskussionen aus. 1981 beendete Michelangeli ihre Karriere.

## Diskografie
- 1967: L’amore ce l’hanno tutti/Cosa volete da me (Stereomaster, LS 6611)

## Filmografie (Auswahl)
- 1969: Josefine, das liebestolle Kätzchen
- 1969: Der Mann mit dem goldenen Pinsel
- 1969: Satan der Rache (E Dio disse a Caino)
- 1969: Sieben vor Marsa Matruh (I sette di Marsa Matruh)
- 1970: Die Geliebte (Una storia d'amore)
- 1970: Der Tod sagt Amen (Arizona si scatenò… e li fece fuori tutti!)
- 1970: Warnung vor einer heiligen Nutte
- 1971: Hexenkessel Kairo (Si può fare molto con sette donne)
- 1974: Wir waren so verliebt (C'eravamo tanto amati)
- 1976: Racket (Il grande racket)
- 1976: Die Schmutzigen, die Häßlichen und die Gemeinen (Brutti sporchi e cattici)
- 1976: The 44 Specialist (Mark colpisce ancora)
- 1977: Padre Padrone – Mein Vater, mein Herr (Padre padrone)
- 1977: Terror Streets (Italia: ultimo atto?)
- 1977: Italia: Ultimo atto?
- 1979: Immacolata e Concetta – Die andere Eifersucht (Immacolata e Concetta – l'altra gelosia)